# La Chaudière
La Chaudière település Franciaországban, Drôme megyében. Lakosainak száma 31 fő (2022. január 1.). La Chaudière Bézaudun-sur-Bîne, Chastel-Arnaud, Pradelle, Rochefourchat, Saint-Benoit-en-Diois, Saou és Les Tonils községekkel határos.

## Népesség
A település népességének változása:
| Lakosok száma | 17   | 9    | 13   | 21   | 19   | 21   | 28   | 33   | 35   | 31   |
|               | 1968 | 1982 | 1990 | 2006 | 2013 | 2015 | 2017 | 2019 | 2020 | 2022 |